# Szung Ce
Szung Ce (Sòng Cí) (kínaiul: 宋慈, hangsúlyjeles pinjin szerint: Sòng Cí; Csienjang (Jianyang), 1186 – 1249 vagy 1188 – 1251) kínai hivatalnok az Északi Szung (Song)-dinasztia idején, az igazságügyi orvostan megteremtője, aki egyben a világ legrégebbi, máig fennmaradt igazságügyi orvosszakértői kézikönyve, A bűnök elsöprésének összegyűjtött jegyzetei (Hszi jüan csi lu (Xi yuan ji lu) 洗冤集錄).

## Élete
Szung Ce (Song Ci) 宋慈 (más néven: Szung Huj-fu (Song Huifu) 宋惠父) 1188-ban született Csienjang (Jianyang)ban 建阳 (a mai Fucsien (Fujian) tartomány területén) egy nagy múltú hivatalnokcsalád gyermekeként. A magas rangú hivatalnok apja, valamint a családi hagyományok követelményei miatt, nem volt kétséges, hogy Szung Ce (Song Ci)nek ugyancsak a szokásos hivatalnoki életpályát kellett bejárnia, az elvárható és kiszámítható karrier szerint. Ennek megfelelően huszonkilenc éves korában, 1217-ben sikerrel tette le a háromlépcsős hivatalnoki vizsgarendszer legmagasabb vizsgáját, és csin-si (jinshi) 進士, azaz „bejutott tudós” lett, ami nagyjából az európai doktori címnek felel meg. Még ebben az évben kinevezték Csöcsiang (Zhejiang) 浙江 tartomány Jin (Yin) 鄞 járásának járásfőnökévé, ám apja halála miatt, eleget téve a konfuciánus szülőtiszteletből fakadó gyászkötelezettségének hamarosan vissza is vonult a hivatali posztjáról. Majd csak 1226-tól vállalt újra hivatalt, és élete során több tartományban is, számos magas rangú tisztséget töltött be. Ezek közül a legmeghatározóbb és a legjobban dokumentált hivatalnoki korszaka a Hunan tartományban töltött évei voltak, amikor is elméleti tudását a gyakorlatba átültetve személyesen vizsgálta ki a haláleseteket. Az itt szerzett személyes, gyakorlati tapasztalatinak és a korábbi igazságügyi orvosszakértői ismeretek kiváló ötvözése az 1247-ben kinyomtatásra került műve. Szung Ce (Song Ci) hatvanegy éves korában, 1249-ben, két évvel műve megjelenése után hunyt el.

## Műve
Szung Ce (Song Ci) műve, A bűnök elsöprésének összegyűjtött jegyzetei (Hszi jüan csi lu (Xi yuan ji lu) 洗冤集錄) a világ első, egyben legrégebbi igazságügyi orvosszakértői kézikönyve, amely 1247 utolsó hónapjában került kiadásra, vésett fadúcokról nyomva. A szerző 53 fejezetes művében részletesen leírja a halálesetek kapcsán felmerülő bürokratikus és jogi procedúrákat éppúgy, mint a holttest vizsgálatának módszereit. A régi Kínában nem váltak élesen szét a helyszínelői, a halottkémi, a nyomozati, sőt az ügyészségi és a bírósági feladatkörök sem. Az emberölés kivizsgálásért felelős hivatalnok, akik az esetek zömében az adott járások (hszien (xian) 縣) járásfőnökei voltak egy személyben látták el a halottkém, a nyomozó és bíró szerepét is. Ez az oka annak, hogy a mű első fele zömében a jogi és a bürokratikus teendőket részletezi, ám ma második, nagyobbik felében kifejezetten az igazságügyi orvosszakértői feladatok olvashatók, a kor tudományos színvonalán.

## Magyarul
- Song Ci: Egy kínai halottkém feljegyzései. A világ első igazságügyi orvostani kézikönyve 1247-ből. A bűnök elsöprésének összegyűjtött jegyzetei; ford., előszó, jegyz. Tokaji Zsolt; Quattrocento, Bp., 2013 (Kínai kuriózumok)